# 奧利韋特 (新澤西州)
奧利韋特（英語：Olivet）是位於美國新澤西州塞勒姆縣的普查規定居民點。

## 人口
根據2020年美國人口普查的數據，奧利韋特的面積為6.96平方千米，當中陸地面積為6.45平方千米，而水域面積為0.51平方千米。當地共有人口1297人，而人口密度為每平方千米186.35人。